# Tomice (Jordanów Śląski)
Tomice (deutsch: Thomnitz, auch Tomnitz bzw. Domitz) ist ein Ort in der Landgemeinde Jordanów Śląski (Jordansmühl), im Powiat Wrocławski der Woiwodschaft Niederschlesien in Polen.

## Lage
Nachbarorte von Tomice sind Winna Góra (Karlsdorf-Weinberg) im Westen, Janówek (Ober Johnsdorf) im Osten, Piotrówek (Petersdorf) im Süden.

## Geschichte
„Tonnicz“, das wurde erstmals 1413 erwähnt. Es gehörte zum piastischen Herzogtum Brieg, das ein Lehen der Krone Böhmen war. Nach dem Tod des Brieger Herzogs Georg Wilhelm fiel Thomnitz zusammen mit dem Herzogtum Brieg 1675 als erledigtes Lehen durch Heimfall an Böhmen zurück. Nach dem Ersten Schlesischen Krieg fiel Thomitz mit dem größten Teil Schlesiens an Preußen. Grundherr war bis zur Säkularisation das Breslauer Domkapitel.
1783 zählte das Dorf im Weichbild Nimptsch sechs Bauren, eine Wassermühle, zehn Häuser und 103 Einwohner. 1845 waren es für Thomnitz, im Besitz eines Grafen von Pfeil, 21 Häuser, ein Vorwerk, 201 Einwohner (sieben katholisch und der Rest evangelisch), evangelische Kirche zu Zülzendorf, katholische Kirche zu Protzen, eine Wassermühle, ein Böttcher und ein Schmied. Nach der Auflösung des Kreises Nimptsch wurde Thomnitz 1932 dem Landkreis Reichenbach zugeschlagen.
Als Folge des Zweiten Weltkriegs fiel Thomnitz 1945 mit fast ganz Schlesien an Polen. Nachfolgend wurde es in Tomice umbenannt. Die deutschen Einwohner wurden, soweit sie nicht schon vorher geflohen waren, vertrieben. Die neu angesiedelten Bewohner waren teilweise Zwangsumgesiedelte aus Ostpolen, das an die Sowjetunion gefallen war.